# Гидеон Столберг
Гидеон Столберг (швед. Gideon Ståhlberg; Гетеборг, 26. јануар 1908 — Лењинград, 26. мај 1967) је био шведски велемајстор. Прославио се када је победио у мечевима против шаховских звезда Шпилмана и Нимцовича почетком 1930. Столберг је победио на шведском шаховском првенству 1927. и постаје шампион Скандинавије 1929.
1950. и 1953. учествује у мечу кандидата за шампина света између 1957. и 1963. Путује у Лењинград 1967. да узме учешће на међународном турниру, али умире пре одигравања своје прве партије.
Написао је књигу: Gideon Stahlberg - Chess and Chess Masters